# Grand Prix Formule 1 van Portugal 1987
De Grand Prix Formule 1 van Portugal 1987 werd gehouden op 20 september 1987 op Estoril.

## Uitslag
| Positie | Nummer | Rijder             | Team                   | Ronden | Tijd/Opgave         | Startplaats | Punten |
| ------- | ------ | ------------------ | ---------------------- | ------ | ------------------- | ----------- | ------ |
| 1       | 1      | Alain Prost        | McLaren-TAG            | 70     | 1:37:03.906         | 3           | 9      |
| 2       | 28     | Gerhard Berger     | Ferrari                | 70     | + 20.493            | 1           | 6      |
| 3       | 6      | Nelson Piquet      | Williams-Honda         | 70     | + 1:03.295          | 4           | 4      |
| 4       | 19     | Teo Fabi           | Benetton-Ford          | 69     | Geen benzine        | 10          | 3      |
| 5       | 2      | Stefan Johansson   | McLaren-TAG            | 69     | + 1 Ronde           | 8           | 2      |
| 6       | 18     | Eddie Cheever      | Arrows-Megatron        | 68     | + 2 Rondes          | 11          | 1      |
| 7       | 12     | Ayrton Senna       | Lotus-Honda            | 68     | + 2 Rondes          | 5           |        |
| 8       | 11     | Satoru Nakajima    | Lotus-Honda            | 68     | + 2 Rondes          | 15          |        |
| 9 (1)   | 16     | Ivan Capelli       | March-Ford             | 67     | + 3 Rondes          | 22          |        |
| 10 (2)  | 3      | Jonathan Palmer    | Tyrrell-Ford           | 67     | + 3 Rondes          | 24          |        |
| 11      | 24     | Alessandro Nannini | Minardi-Motori Moderni | 66     | Geen benzine        | 14          |        |
| 12 (3)  | 4      | Philippe Streiff   | Tyrrell-Ford           | 66     | + 4 Rondes          | 21          |        |
| 13      | 17     | Derek Warwick      | Arrows-Megatron        | 66     | + 4 Rondes          | 12          |        |
| 14      | 20     | Thierry Boutsen    | Benetton-Ford          | 64     | + 6 Rondes          | 9           |        |
| NF      | 8      | Andrea de Cesaris  | Brabham-BMW            | 54     | Injectie            | 13          |        |
| NF      | 27     | Michele Alboreto   | Ferrari                | 38     | Versnellingsbak     | 6           |        |
| NF      | 9      | Martin Brundle     | Zakspeed               | 35     | Versnellingsbak     | 17          |        |
| NF      | 22     | Franco Forini      | Osella-Alfa Romeo      | 32     | Ophanging           | 26          |        |
| NF      | 30     | Philippe Alliot    | Larrousse-Ford         | 31     | Motor               | 19          |        |
| NF      | 25     | René Arnoux        | Ligier-Megatron        | 29     | Radiator            | 18          |        |
| NF      | 21     | Alex Caffi         | Osella-Alfa Romeo      | 27     | Turbo               | 25          |        |
| NF      | 26     | Piercarlo Ghinzani | Ligier-Megatron        | 24     | Ontsteking          | 23          |        |
| NF      | 23     | Adrián Campos      | Minardi-Motori Moderni | 24     | Ongeluk             | 20          |        |
| NF      | 5      | Nigel Mansell      | Williams-Honda         | 13     | Elektrisch probleem | 2           |        |
| NF      | 7      | Riccardo Patrese   | Brabham-BMW            | 13     | Motor               | 7           |        |
| NF      | 10     | Christian Danner   | Zakspeed               | 0      | Ongeluk             | 16          |        |

- De nummers tussen haakjes zijn de plaatsen voor de Jim Clark-trofee.

## Wetenswaardigheden
- De race werd stilgelegd na een crash in de eerste ronde. De race werd herstart over de volledige afstand. Christian Danner nam niet deel aan de herstart.

## Statistieken
| Pole-position | Gerhard Berger | Ferrari | 1:17.620 |
| Snelste ronde | Gerhard Berger | Ferrari | 1:19.282 |

## Noot
- Dit was de honderdste Grand Prix-start voor Andrea de Cesaris. Hiermee was de Cesaris de 29ste coureur die minstens 100 Grands Prix had gereden.
- Eerste pole position voor Gerhard Berger.
- Negende opeenvolgende podiumplaats voor Nelson Piquet. Hiermee evenaarde hij het record van Alberto Ascari (1953), Jim Clark (1963) en Niki Lauda (1976).
- Dit was de 28ste Grand Prix-winst voor Alain Prost en hiermee vestigde hij een nieuw record. Hij verbrak het record van Jackie Stewart (27), gevestigd tijdens de Grote Prijs van Duitsland van 1973.

1958 · 1959 · 1960 · 1984 · 1985 · 1986 · 1987 · 1988 · 1989 · 1990 · 1991 · 1992 · 1993 · 1994 · 1995 · 1996 · 2020 · 2021